# Rasa de Calabuig
La Rasa de Calabuig és un torrent afluent per l'esquerra de la Rasa del Catrà, al (Berguedà).

## Municipis per on passa
La Rasa de Calabuig fa tot el seu curs pel terme municipal de Montmajor.

## Xarxa hidrogràfica
La xarxa hidrogràfica de la Rasa de Calabuig està integrada per 7 cursos fluvials que sumen una longitud total de 2.901 m.

### Distribució per termes municipals
Tota la xarxa transcorre pel terme municipal de Montmajor.